# ابرهارد مهل
ابرهارد مهل (آلمانی: Eberhard Mehl; ۲۰ آوریل ۱۹۳۵ – ۲۹ مارس ۲۰۰۲) شمشیرباز اهل آلمان بود.
وی در مسابقات کشوری و بین‌المللی در مجموع برندهٔ ۱ مدال برنز شده‌است.